# 小行星2859
小行星2859（2859 Paganini）是一颗围绕太阳公转的小行星。1978年9月5日，尼古拉·切爾尼赫在克里米亚发现了此天体。
該小行星以義大利小提琴家尼古洛·帕格尼尼命名。
这颗小行星的绝对星等为340.8635048763121等。